# JEB decompiler
JEBは、Android アプリケーションとネイティブマシンコード用の逆アセンブラおよび逆コンパイラ ソフトウェア。DalvikバイトコードからJava ソースコードへの逆コンパイル、またx86, ARM, MIPS, RISC-VマシンコードからCソースコードへの逆コンパイルが可能。アセンブリとソースの出力は対話式となっており、リファクタリングも可能。ユーザが独自にスクリプトやプラグインを記述して、JEBの機能を拡張することも可能である。
Ver 2.2 は、Dalvik とネイティブ コード(Intel, ARM, MIPS) のための Android デバッギング モジュールが導入された。
Ver2.3 は、ネイティブコードのデコンパイラが導入。JEBが搭載した最初のデコンパイラは、MIPS 32ビット・インタラクティブ・デコンパイラである。
JEB 3は、Intel x86、Intel x86-64、WebAssembly（wasm）、Ethereum（evm）、Diem blockchain（diemvm）など追加のデコンパイラが搭載されている。
2021年にJEB 4がリリース。JEB 4.5でRISC-Vデコンパイラが追加された。またJEB 4.16でS7 PLCブロックデコンパイラが追加された。